# Dingue (Yabassi)
Pour les articles homonymes, voir Dingue.
Dingue ou Dibeng est un village du département du Nkam au Cameroun. Situé dans l'arrondissement de Yabassi, il est localisé sur la route rural qui lie Ndogjamen à Bakem.

## Population
En 1967, le village de Dingue avait 28 habitants, essentiellement des Bassa. La population de Dingue était de 211 habitants dont 112 hommes et 99 femmes, lors du recensement de 2005.